# Shikikenmon-in no Mikushige
Shikikenmon-in no Mikushige (式乾門院御匣, conosciuta anche come Ankamon-in no Sanjō (安嘉門院三条); XIII secolo) è stata una poeta giapponese waka del primo periodo Kamakura.
È considerata una delle Trentasei poetesse immortali (女房三十六歌仙, Nyōbō Sanjūrokkasen).
Suo padre era il Daijō-daijin Koga Michiteru. Servì come dama di corte della principessa Shikikenmon-in (figlia dell'imperatore Takakura) fino alla sua morte nel 1151, e poi della principessa Ankamon-in, da cui derivarono anche i suoi soprannomi.
Partecipò a vari concorsi di waka nel 1263, 1265 e 1278. Alcune delle sue poesie furono incluse nell'antologia Shokugosen Wakashū e un totale di 51 poesie furono incluse in varie antologie imperiali.